# Jack Lew
Jacob Joseph ”Jack” Lew, född 29 augusti 1955 i New York, är en amerikansk jurist, ämbetsman och politiker (Demokratiska partiet). 
Han var USA:s finansminister mellan 2013 och 2017 under president Barack Obamas administration.

## Biografi
Tidigare har han bland annat varit advokat, högskolelärare och ekonomichef.
Under president Bill Clinton var han biträdande utrikesminister. Den 18 november 2010 upptogs han i Barack Obamas kabinett som chef för Office or Management and Budget (OMB) innan han den 27 januari 2012 tillträdde befattningen som Vita husets stabschef, en tjänst som han lämnade den 25 januari 2013 för att tillträda tjänsten som finansminister. 
Han var USA:s ambassadör i Israel från 2023 till 2025 i Joe Bidens administration.